# Ian Wright (roer)
Ian Andrew Wright (født 9. december 1961 i Whanganui, New Zealand) er en newzealandsk tidligere roer.
Wright vandt en bronzemedalje for New Zealand i disciplinen firer med styrmand ved OL 1988 i Seoul. Christopher White, George Keys, Greg Johnston og styrmand Andrew Bird udgjorde resten af besætningen. I finalen kom den newzealandske båd ind efter Østtyskland og Rumænien, der vandt henholdsvis guld og sølv. Han deltog også ved både OL 1992 i Barcelona og OL 1996 i Atlanta, uden dog at vinde medalje ved nogen af disse lege.
Wright vandt desuden en VM-bronzemedalje i firer uden styrmand ved VM 1989.

## OL-medaljer
- 1988:  Bronze i firer med styrmand